# Veronica morrisonicola
Veronica morrisonicola là một loài thực vật có hoa trong họ Mã đề. Loài này được Hayata miêu tả khoa học đầu tiên năm 1908.